# Moch Couoh
Moch Couoh o Moch Ko'woj (¿? - 1518) fue un halach uinik de la jurisdicción maya de Chakán Putum, durante el siglo XVI. Es conocido por haber enfrentado a la expedición de Francisco Hernández de Córdoba, descubridor de Yucatán en 1517 y a la expedición de Juan de Grijalva en 1518.

## Enfrentamiento contra Francisco Hernández de Córdoba
En marzo de 1517 la expedición comandada por Francisco Hernández de Córdoba llegó a la costa oriental de la península de Yucatán, desembarcaron y fueron atacados en la jurisdicción de Ekab, por lo que Hernández continuó su viaje hacia la costa occidental de la península. Volvió a tocar tierra en Can Pech, donde se aprovisionaron de agua, los mayas los llevaron a su población y pidieron a los españoles abandonar el sitio para evitar una confrontación. Tras la advertencia, la expedición lleno las pipas de agua y zarparon bajo amenaza de ataque. Para su mala suerte un viento de norte sorprendió a los barcos en alta mar, y por un descuido de no haber cerrado las pipas de agua, se derramó el vital líquido.
Volvieron a desembarcar en un punto más al sur en la jurisdicción de Chakán Putum, se encontraban los españoles llenando sus pipas de agua en un pozo, cuando sin previo aviso fueron atacados por los mayas couohes (ko´wojes) liderados por Moch Couoh. La batalla se inclinó en favor de los mayas, pues murieron cerca de 20 españoles, fueron capturados 2 y fueron heridos más de 50, el propio capitán Hernández de Córdoba fue herido gravemente y a raíz de las heridas murió más tarde en Cuba. De acuerdo a la Historia verdadera de la conquista de la Nueva España de Bernal Díaz del Castillo, la estrategia de los mayas fue precisamente atacar al capitán español bajo los gritos de "calchuni, calchuni" que cuyo significado es "al jefe, al jefe". Debido a estos acontecimientos, la expedición resultó un fracaso y el puerto de Champotón fue bautizado como “Puerto de Mala Pelea”.

## Muerte y enfrentamiento contra Juan de Grijalva
El año siguiente en 1518, partió de Cuba la segunda expedición al mando de Juan de Grijalva, con una trayectoria similar, y con el ánimo de vengar a sus compañeros volvieron a Chakán Putum, en esta ocasión la balanza del enfrentamiento se inclinó en favor de los europeos quienes tuvieron solo 7 bajas (entre ellas Juan de Quiteria) y 60 heridos (Juan de Grijalva resultó herido con flechas y perdió dos dientes), los mayas sufrieron muchas bajas (200), entre los muertos murió el jefe principal o Halach uinik Moch Couoh, el resto huyó tierra adentro. 
Grijalva mandó a sus traductores para llamar a otros jefes o batab de la región, pero nadie acudió al llamado. La expedición española continuó su ruta hacia el Oeste.
El halach uinik o batab Moch Couoh, murió en este enfrentamiento, sin embargo el linaje o patronímico Couoh (Ko'woj), permaneció en la región. Una parcialidad importante de ellos había emigrado ya hacia el Petén Itzá en Guatemala.